# Kheira Bouabsa
Kheira Bouabsa, également orthographié Khéira Bouabsa née le 4 février 1931 à Mascara et morte le 20 septembre 2021 à Issy-les-Moulineaux, est une institutrice et femme politique française.

## Biographie
Kheira Bouabsa est issue d'une famille autochtone algérienne de religion musulmane de la ville de Mascara (Algérie française). Elle a un frère cadet. 
Elle vit actuellement à Paris.

## Parcours politique
En novembre 1958, elle est élue députée de Mascara à l'Assemblée nationale sous l'étiquette du groupe Unité de la République. Son mandat prend fin le 3 juillet 1962, jour où la France reconnait officiellement l'indépendance de l'Algérie, et transfère la souveraineté au GPRA.
Kheira Bouabsa est aussi sénatrice de la Communauté de 1959 à 1961 (élue le 8 juillet 1959 - fin de mandat le 16 mars 1961), secrétaire du Sénat et membre de la commission de l'enseignement supérieur et des relations culturelles.
Elle est vice-présidente honoraire du groupe des anciens députés.

## Mandats électifs
- 1958-1962 : Députée de l'Algérie française